# Lambsheim

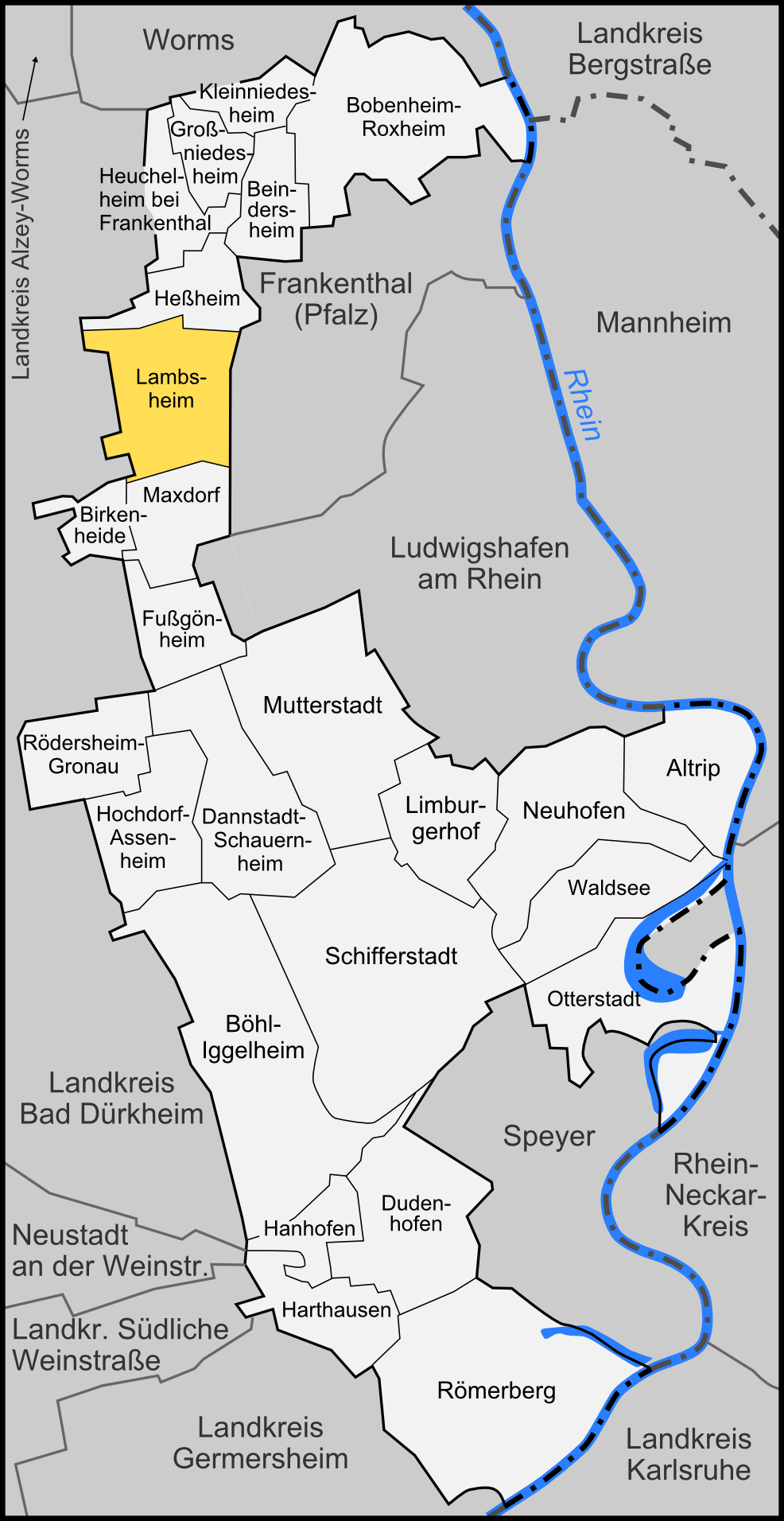

Lambsheim là một xã thuộc thuộc huyện Rhein-Pfalz, bang Rheinland-Pfalz,phía tây nước Đức. Xã này có diện tích 12,75 km², dân số thời điểm ngày 31 tháng 12 năm 2006 là 6226 người.
Xã này có cự ly khoảng 6 km về phía tây nam của Frankenthal, và 11 km về phía tây của Ludwigshafen.